# Rosalinda (nombre)
Rosalinde es un nombre femenino latinizado a partir del germánico Rosalinde, cuyo  significado es, probablemente, 'gloria'. Otro posible significado podría ser 'corcel y escudo'. Aunque parezca proceder del latín rosa, en realidad no tiene nada que ver con la palabra latina, si bien esta ha influido en tomar su forma actual. Puede aparecer como Rosalind, Rosalinde.

## Rosalindas famosas

### Arte
- Rosalinda, heroína de la telenovela del mismo nombre.
- Rosalinda, canción de la misma.

- Datos: Q1315204
- Multimedia: Rosalinda (given name) / Q1315204